# Saint-Laurent-de-Lin
Saint-Laurent-de-Lin ist eine 344 Einwohner (Stand: 1. Januar 2022) zählende französische Gemeinde im Département Indre-et-Loire in der Region Centre-Val de Loire. Sie gehört zum Arrondissement Chinon (bis 2016: Arrondissement Tours) und zum Kanton Langeais.

## Lage
Die Gemeinde Saint-Laurent-de-Lin liegt an der oberen Maulne an der Grenze zum Département Maine-et-Loire, etwa 33 Kilometer westnordwestlich von Tours. Saint-Laurent-de-Lin wird umgeben von den Nachbargemeinden Lublé im Norden, Château-la-Vallière im Nordosten und Osten, Courcelles-de-Touraine im Südosten und Süden, Channay-sur-Lathan im Süden sowie Noyant-Villages im Westen (Berührungspunkt).

## Bevölkerungsentwicklung
| Jahr                       | 1962 | 1968 | 1975 | 1982 | 1990 | 1999 | 2006 | 2013 | 2021 |
| Einwohner                  | 325  | 328  | 316  | 267  | 227  | 234  | 254  | 331  | 336  |
| Quellen: Cassini und INSEE |      |      |      |      |      |      |      |      |      |

## Sehenswürdigkeiten

Kirche Saint-Laurent

- Kirche Saint-Laurent
- Wasserturm